# یانا لیچنرووا
یانا لیچنرووا (اسلواکی: Jana Lichnerová؛ زادهٔ ۱۵ ژوئیهٔ ۱۹۷۶)  بازیکن زن بسکتبال اهل اسلواکی بود. وی در بازی‌های المپیک تابستانی ۲۰۰۰ شرکت کرده‌است.